# Алла Готфская
А́лла Го́тфская (тж. Готская) (ум. ок. 375 года) — почитаемая в Православии как мученица Христианской Церкви. Память святой Аллы Готской совершается по юлианскому календарю 26 марта (8 апреля).
Святая Алла была одной из 26 мучеников, убитых готами около 375 года в правление Атанариха, гонителя христиан. Древние синаксарии готской церкви упоминают мученичество 26 христиан во времена императоров Валентиниана, Валента и Грациана.
Историк Созомен, автор «Церковной истории», писал, что король Атанарих был разъярён тем, что его подданные массово принимали христианство под влиянием проповедей арианского епископа Вульфилы. По его приказу многие из них были подвергнуты пыткам и казнены, часто без судебного разбирательства. Атанарих установил в колеснице статую и возил перед шатрами христиан, которые использовались для церковных служб. Те, кто соглашался поклониться идолам и принести жертвы, были пощажены. Остальные были сожжены заживо в церкви во время богослужения. В огненном аду погибли 308 человек, из которых только 26 известны по именам, среди них святая Алла.
В царствование императоров Валентиниана (383—392) и Феодосия (378—395) Гаата, вдова готского царя (которая была православной христианкой), и её дочь Дуклида собрали мощи святых мучеников, включая Аллу, и перенесли их в Сирию. Гаата позднее вернулась на родину, где была побита камнями и приняла мученическую смерть вместе со своим сыном Агафоном.
Позднее Дуклида перенесла мощи святых мучеников в город Кизик в Малой Азии и передала реликвии в новопостроенные церкви.
Готский календарь отмечал память святой Аллы 23 октября.
В дополнениях к «Четьям-Минеям», сделанным, по всей видимости в XIX в., Димитрия Ростовского святая Алла была не среди сожжённых, а вместо Гааты собирала мощи и была забита камнями.
В конце XIX в. в с. Старая Потловка Сердобского уезда Саратовской губернии землевладелецей Надеждой Михайловной Рихтер был построен Храм во имя святой Аллы Готской.